# Stamnaria americana
Stamnaria americana är en svampart som beskrevs av Massee & Morgan 1902. Stamnaria americana ingår i släktet Stamnaria och familjen Helotiaceae.   Inga underarter finns listade i Catalogue of Life.